# Debates presidenciales en Estados Unidos

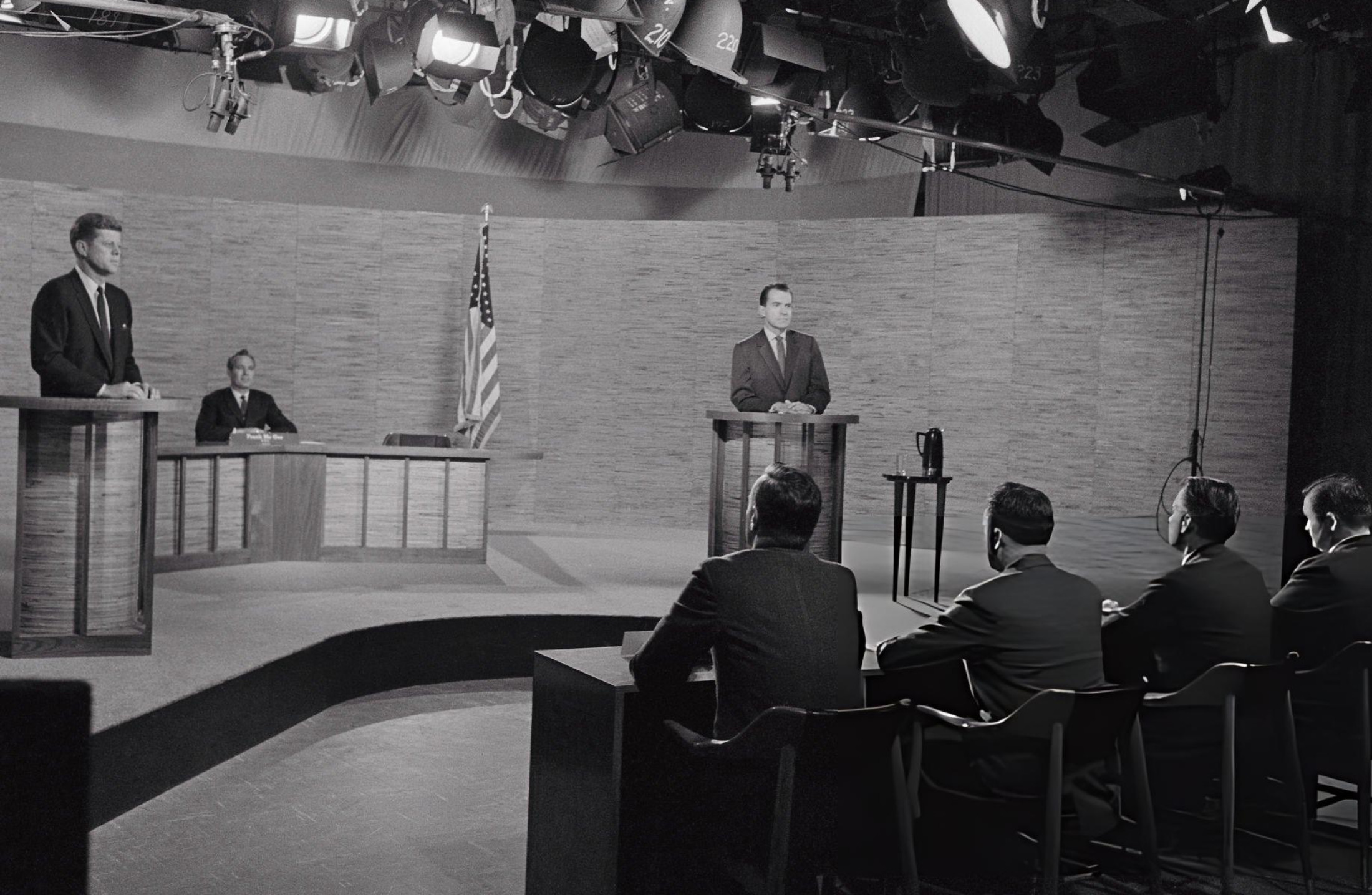
John F. Kennedy (de pie, izquierda) y Richard Nixon (de pie, derecha) participan en el segundo debate presidencial de 1960, celebrado en los estudios de la NBC en Washington D. C. y moderado por Frank McGee.

Durante las campañas electorales a la presidencia en los Estados Unidos, se ha vuelto habitual que los candidatos participen en un debate. Los temas que se discuten en el debate son a menudo los más controvertidos del momento, y podría decirse que las elecciones casi han sido decididas por estos debates. Los debates de candidatos no son un mandato constitucional, pero ahora se consideran una parte intrínseca del proceso electoral. Los debates están dirigidos principalmente a votantes indecisos; aquellos que tienden a no ser partidarios de ninguna ideología política o partido.
Los debates presidenciales se llevan a cabo al final del ciclo electoral, después de que los partidos políticos hayan nominado a sus candidatos. Los candidatos se reúnen en una gran sala, a menudo en una universidad, ante una audiencia de ciudadanos. Los formatos de los debates han variado, con preguntas a veces planteadas por uno o más periodistas moderadores y en otros casos miembros del público. Los formatos de debate establecidos durante las campañas de 1988 a 2000 se regían en detalle por memorandos de entendimiento secretos (MOU) entre los dos principales candidatos; el memorando de entendimiento para los debates de 2004, a diferencia de los acuerdos anteriores, fue divulgado conjuntamente al público por los participantes.
Los debates se han retransmitido en directo por televisión, radio y, en los últimos años, por Internet. El primer debate para las elecciones de 1960 atrajo a más de 66 millones de espectadores de una población de 179 millones, lo que la convierte en una de las transmisiones más vistas en la historia de la televisión estadounidense. Los debates de 1980 atrajeron a 80 millones de espectadores de una población de 226 millones. Los debates recientes han atraído audiencias más pequeñas, que van desde 46 millones para el primer debate de 2000 a un máximo de más de 67 millones para el primer debate en 2012. Una audiencia récord de más de 84 millones de personas vio el primer debate presidencial de 2016 entre Donald Trump y Hillary Clinton, un número que no refleja la transmisión en línea.

## Antecedentes
Si bien el primer debate presidencial general no se celebró hasta 1960, varios otros debates se consideran predecesores de los debates presidenciales.

### Debates Lincoln-Douglas
La serie de siete debates en 1858 entre Abraham Lincoln y el senador Stephen A. Douglas para el Senado de los Estados Unidos fueron verdaderos debates cara a cara, sin moderador; los candidatos se turnaron para abrir cada debate con un discurso de una hora, luego el otro candidato tuvo hora y media para refutar, y finalmente el primer candidato cerró el debate con una respuesta de media hora. Douglas fue reelegido posteriormente al Senado por la legislatura de Illinois. Lincoln y Douglas fueron nominados a la presidencia en 1860 (por los republicanos y los demócratas norteños, respectivamente), y sus debates anteriores ayudaron a definir sus respectivas posiciones en esa elección, pero no se reunieron durante la campaña.

### Primeros debates de candidatos a la presidencia en elecciones primarias
Wendell Willkie se convirtió en el primer candidato presidencial del siglo XX en desafiar a su oponente a un debate cara a cara cuando en 1940 desafió al presidente Franklin D. Roosevelt, pero Roosevelt se negó.[cita requerida] En 1948, los debates de los candidatos presidenciales se hicieron realidad cuando se llevó a cabo un debate radial en Oregón entre los republicanos Thomas E. Dewey y Harold Stassen durante las primarias presidenciales del partido. Los demócratas hicieron lo mismo en 1956 con un debate televisado para las primarias presidenciales entre Adlai Stevenson y Estés Kefauver, y en 1960 entre John F. Kennedy y Hubert Humphrey.

## Historia del debate presidencial
En 1956, el estudiante de la Universidad de Maryland Fred Kahn dirigió un esfuerzo para llevar a los dos principales candidatos presidenciales —Adlai Stevenson, el candidato demócrata, y el presidente Dwight Eisenhower, el candidato republicano— para un debate en el campus. Se contactó con varios periódicos y se enviaron numerosas cartas en un esfuerzo por generar interés y obtener apoyo para la propuesta. La ex primera dama Eleanor Roosevelt estuvo entre las que recibieron una carta. Ella respondió, según Kahn a Guy Raz, durante una entrevista de All Things Considered en NPR en 2012, diciendo que "no solo estarían interesados los estudiantes de la Universidad de Maryland, sino también otros estudiantes". Roosevelt también dijo que iba a enviar la carta de Kahn a James Finnegan, jefe de campaña de Adlai Stevenson. Al final, no tuvo lugar ningún debate. Sin embargo, el esfuerzo de Kahn recibió exposición de la prensa nacional y, por lo tanto, ayudó a sentar las bases para los debates Kennedy-Nixon cuatro años más tarde durante la campaña presidencial de 1960.

### Debates Kennedy-Nixon de 1960
El primer debate presidencial de las elecciones generales se celebró el 26 de septiembre de 1960 entre el senador estadounidense John F. Kennedy, el candidato demócrata, y el vicepresidente Richard Nixon, el candidato republicano, en Chicago en los estudios de WBBM-TV de CBS. Fue moderado por Howard K. Smith e incluyó un panel compuesto por Sander Vanocur de NBC News, Charles Warren de Mutual News, Stuart Novins de CBS y Bob Fleming de ABC News. Al principio, se consideró que Nixon tenía la ventaja debido a su conocimiento de la política exterior y su competencia en debates radiofónicos. Sin embargo, debido a su falta de familiaridad con el nuevo formato de debates televisados, factores como su bajo peso y apariencia pálida, el color de su traje que se mezcló con el fondo del escenario del debate y su negativa a usar maquillaje televisivo que dejó al descubierto una barba naciente, llevó a su derrota. Muchos observadores han considerado la victoria de Kennedy sobre Nixon en el primer debate como un punto de inflexión en las elecciones. Después del primer debate, las encuestas mostraron que Kennedy pasó de un ligero déficit a una ligera ventaja sobre Nixon.
Posteriormente se llevaron a cabo tres debates más entre los candidatos: el 7 de octubre en el estudio WRC-TV NBC en Washington D. C., narrado por Frank McGee con un panel de cuatro periodistas Paul Niven, CBS; Edward P. Morgan, ABC; Alvin Spivak, UPI; Harold R. Levy, Newsday; El 13 de octubre, con Nixon en el estudio ABC en Los Ángeles y Kennedy en el estudio ABC en Nueva York, narrado por Bill Shadel con un panel de cuatro periodistas en un estudio diferente de Los Ángeles; y el 21 de octubre en el estudio de ABC en Nueva York, narrado por Quincy Howe con un panel de cuatro, incluidos Frank Singiser, John Edwards, Walter Cronkite y John Chancellor. Nixon recuperó el peso perdido, se maquilló en televisión y pareció más contundente que en su aparición inicial, ganando el segundo y tercer debate mientras que el cuarto fue un empate, sin embargo, los números de audiencia de estos eventos posteriores no coincidieron con el alto establecido por el primero debate.

### Desde 1976

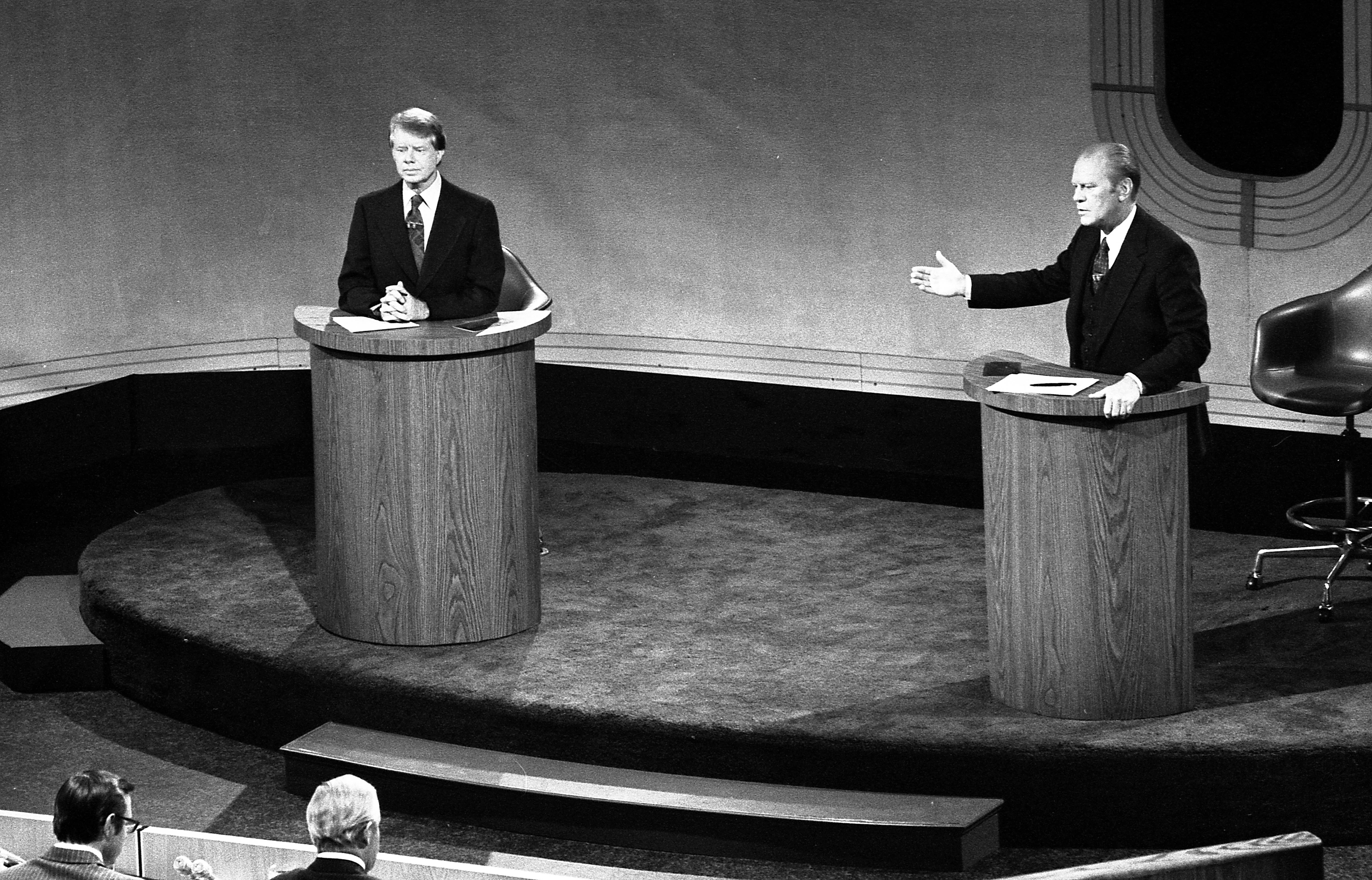
Jimmy Carter (izquierda) y Gerald Ford (derecha) debaten sobre política interna en el Walnut Street Theatre, Filadelfia (23 de septiembre de 1976)

Después de los debates Kennedy-Nixon, pasaron 16 años antes de que los candidatos presidenciales de las elecciones generales volvieran a debatir cara a cara. Durante este intervalo, los debates intrapartidistas se llevaron a cabo durante las primarias demócratas de 1968, entre Robert F. Kennedy y Eugene McCarthy, y nuevamente durante las primarias demócratas de 1972, entre George McGovern, Hubert Humphrey y otros.[cita requerida]
Los siguientes debates de candidatos presidenciales ocurrieron durante la campaña de 1976, cuando el presidente Gerald Ford, que había asumido el cargo dos años antes después de que el presidente Nixon renunciara, accedió a tres debates con su retador demócrata, Jimmy Carter.  Los debates de 1976 (uno sobre cuestiones internas, uno sobre política exterior y otro sobre cualquier tema) se llevaron a cabo ante audiencias de estudio y, al igual que los debates de 1960, se televisaron a nivel nacional. La Liga de Mujeres Votantes patrocinó los debates. Este fue un cambio de los debates Kennedy-Nixon, que habían sido patrocinados por las propias cadenas de televisión. Además de 1976, la Liga también patrocinó los debates celebrados en 1980 y en 1984. Ese año también se celebró un único debate vicepresidencial entre el demócrata Walter Mondale y el republicano Bob Dole.
Aproximadamente una hora después del primer debate televisado, el audio de la transmisión proveniente del Walnut Street Theatre y transmitido a todas las redes se cortó repentinamente, silenciando efectivamente a los candidatos en medio de una declaración de Cárter. Los dos candidatos inicialmente desconocían esta falla técnica y continuaron debatiendo, sin que la audiencia de televisión los escuchara. Pronto fueron informados de este problema, y procedieron a permanecer quietos y en silencio en sus podios durante unos 27 minutos, hasta que el problema, un condensador quemado, fue localizado y solucionado, a tiempo para que Cárter terminara brevemente la declaración que había comenzado cuando el corte de audio y para que ambos candidatos emitan declaraciones de cierre.
El efecto dramático de los debates presidenciales televisados se demostró nuevamente en los debates de 1976 entre Ford y Cárter. Ford ya había recortado la gran ventaja de Cárter en las encuestas y, en general, se consideraba que había ganado el primer debate sobre política interna. Las encuestas publicadas después de este primer debate indicaron que la carrera estaba pareja. Sin embargo, en el segundo debate sobre política exterior, Ford cometió lo que se consideró un gran error cuando dijo: "No hay dominación soviética en Europa del Este y nunca la habrá bajo la administración Ford". Después de esto, el impulso de Ford se estancó y Cárter ganó una elección muy reñida.

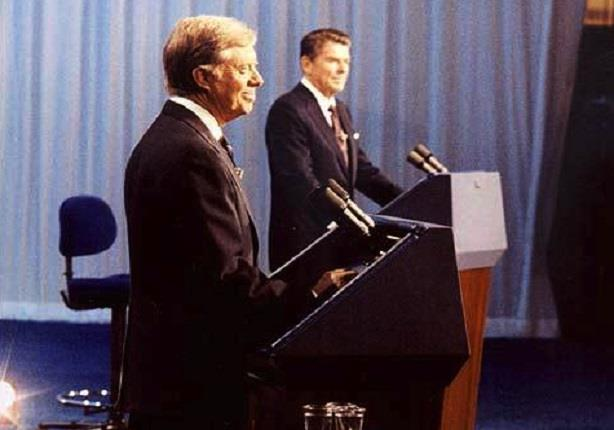
El presidente Jimmy Carter (izquierda) y el exgobernador Ronald Reagan (derecha) en el debate presidencial el 28 de octubre de 1980. Reagan desplegó de manera más memorable la frase "ahí vas otra vez".

Los debates volvieron a ser un factor importante en 1980. A principios de la temporada electoral, el presidente Cárter tenía una ventaja sobre su oponente, el gobernador Ronald Reagan de California. Se programaron tres debates entre el presidente Jimmy Carter, el exgobernador de California Ronald Reagan y el congresista de Illinois John B. Anderson, que se postulaba como independiente; junto con un debate vicepresidencial entre el vicepresidente Walter Mondale, el exdirector de la CIA George Bush y el exgobernador de Wisconsin Patrick Joseph Lucey. Cárter se negó a debatir si Anderson estaba presente y Reagan se negó a debatir sin Anderson, lo que resultó en el primer debate entre Reagan y Anderson únicamente. El segundo debate y el debate vicepresidencial fueron cancelados. Reagan aceptó las demandas de Cárter y el tercer debate tuvo lugar solo con Cárter y Reagan. En el debate, con años de experiencia frente a una cámara como actor, Reagan se mostró mucho mejor que Cárter y los votantes juzgaron que había ganado el debate por un amplio margen. Esto ayudó a impulsar a Reagan a una victoria aplastante. La campaña de Reagan tuvo acceso a materiales informativos de debate interno para Cárter; la exposición de esto en 1983 dio lugar a un escándalo público llamado "Debategate".
En 1984, el exvicepresidente Walter Mondale ganó el primer debate sobre el presidente Ronald Reagan, generando donaciones muy necesarias para la campaña rezagada de Mondale. El segundo debate presidencial se llevó a cabo el 21 de octubre de 1984, donde Ronald Reagan usó una broma: "No convertiré la edad en un tema de esta campaña. No voy a explotar, con fines políticos, la juventud y la inexperiencia de mi oponente", lo que efectivamente paralizó el impulso de Mondale.[cita requerida]
Desde 1976, cada elección presidencial ha presentado una serie de debates presidenciales. Los debates vicepresidenciales se han celebrado regularmente desde 1984. Los debates vicepresidenciales han transcurrido en gran parte sin incidentes e históricamente han tenido poco impacto en las elecciones. Quizás el momento más memorable de un debate vicepresidencial se produjo en el debate de 1988 entre el republicano Dan Quayle y el demócrata Lloyd Bentsen. La selección de Quayle por parte del actual vicepresidente y candidato presidencial republicano George Bush fue ampliamente criticada; una de las razones es su relativa falta de experiencia. En el debate, Quayle intentó aliviar este miedo afirmando que tenía tanta experiencia como John F. Kennedy cuando se postuló para presidente en 1960. El demócrata Bentsen respondió con la ahora famosa declaración: "Senador, serví con Jack Kennedy. Conocí a Jack Kennedy. Jack Kennedy era amigo mío. Senador, usted no es Jack Kennedy".

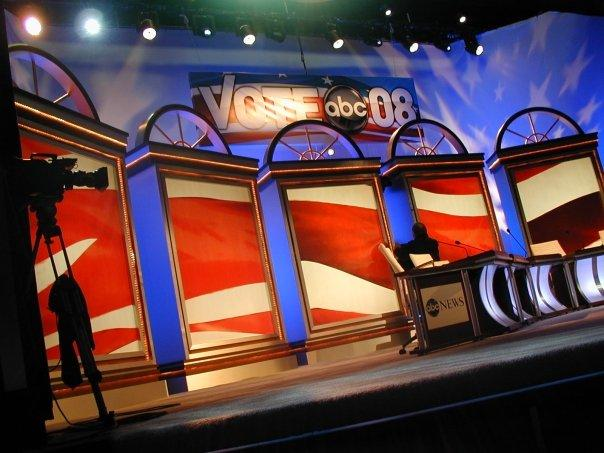
El escenario en Saint Anselm College durante los debates de ABC/Facebook en 2008

El año 1992 presentó el primer debate en el que participaron candidatos de los principales partidos y un candidato de un tercer partido, el multimillonario Ross Perot que se postulaba contra el presidente Bush y el gobernador demócrata Bill Clinton. En ese año, el presidente Bush fue criticado por sus primeras dudas en unirse a los debates y algunos lo describieron como un "gallina". Además, fue criticado por mirar su reloj, sobre lo cual inicialmente sus asistentes dijeron que era para rastrear si los otros candidatos estaban debatiendo dentro de sus límites de tiempo, pero finalmente se reveló que el presidente realmente estaba verificando cuánto tiempo quedaba en el debate.
Entre los moderadores de los debates presidenciales televisados a nivel nacional se encuentran Bernard Shaw, Bill Moyers, Jim Lehrer y Bárbara Walters.
El Saint Anselm College ha albergado cuatro debates primarios a lo largo de 2004 y 2008; es uno de los favoritos para las paradas de campaña y para los debates nacionales debido a la historia de la universidad en las primarias de New Hampshire.
La Universidad de Washington en St. Louis, sin embargo, ha sido sede de los debates presidenciales (organizados por la Comisión de Debates Presidenciales) tres veces (en 1992, 2000 y 2004), más que cualquier otra ubicación antes de 2016, y ha sido seleccionada para acoger uno de los debates de 2016. La universidad también estaba programada para albergar un debate en 1996, pero luego se negoció entre los dos candidatos presidenciales para reducir el número de debates de tres a dos. La universidad también fue sede del único debate vicepresidencial de 2008.
La Universidad de Hofstra, originalmente un sitio alternativo, fue nombrada sede del primer debate presidencial en 2016, después de que la Universidad Estatal de Wright se retirara con ocho semanas restantes. Esto posicionó a Hofstra como la única escuela en albergar debates presidenciales en tres ciclos de campaña consecutivos.

## Reglas y formato
Algunos de los debates pueden presentar a los candidatos de pie detrás de sus podios o en mesas de conferencias con el moderador del otro lado. Dependiendo del formato acordado, el moderador o un miembro de la audiencia puede ser quien haga las preguntas. Por lo general, no hay declaraciones de apertura, solo declaraciones de cierre.
El lanzamiento de una moneda determina quién responde a la primera pregunta y quién hará sus comentarios finales primero. Cada candidato tendrá turnos alternativos. Una vez que se hace una pregunta, el candidato tiene 2 minutos para responderla. Después de esto, el candidato contrario tiene alrededor de 1 minuto para responder y refutar sus argumentos. A discreción del moderador, la discusión de la pregunta puede extenderse 30 segundos por candidato.
En debates recientes, se han instalado luces de colores que se asemejan a semáforos para ayudar al candidato en cuanto al tiempo restante; el verde indica 30 segundos, el amarillo indica 15 segundos y el rojo indica que solo quedan 5 segundos. Si es necesario, se puede utilizar un timbre o una bandera.

## Patrocinio de debates
El control de los debates presidenciales ha sido un campo de lucha durante más de dos décadas. El papel fue ocupado por la organización cívica no partidista Liga de Mujeres Votantes (LWV) en 1976, 1980 y 1984. En 1987, la LWV se retiró del patrocinio de debates, en protesta por los principales candidatos del partido que intentaban dictar casi todos los aspectos de cómo se llevaban a cabo los debates. El 2 de octubre de 1988, los 14 fideicomisarios de la LWV votaron por unanimidad retirarse de los debates y el 3 de octubre emitieron un comunicado de prensa:
La Liga de Mujeres Votantes está retirando el patrocinio de los debates presidenciales... porque las demandas de las dos organizaciones de campaña perpetrarían un fraude contra el votante estadounidense. Nos ha quedado claro que las organizaciones de los candidatos tienen como objetivo agregar debates a su lista de charadas de campaña sin sustancia, espontaneidad y respuestas a preguntas difíciles. La Liga no tiene la intención de convertirse en cómplice del engaño del público estadounidense.
Según la LWV, se retiraron porque “las campañas presentaron a la Liga su acuerdo de debate el 28 de septiembre, dos semanas antes del debate programado. El acuerdo de las campañas se negoció 'a puerta cerrada'... [con] 16 páginas de condiciones no sujetas a negociación. Lo más objetable para la Liga... fueron las condiciones en el acuerdo que le dieron a las campañas un control sin precedentes sobre los procedimientos... [incluido] controlar la selección de quienes preguntaban, la composición del público, el acceso a la sala para la prensa y otros temas".
El mismo año los dos principales partidos políticos asumieron el control de la organización de los debates presidenciales a través de la Comisión de Debates Presidenciales (CPD). La comisión ha estado encabezada desde sus inicios por expresidentes del Comité Nacional Demócrata y del Comité Nacional Republicano.
Algunos han criticado la exclusión de candidatos independientes y de terceros por contribuir a resultados más bajos para candidatos como el Partido Libertario o el Partido Verde. Otros critican el formato de entrevistas paralelas, ya que se requiere un mínimo de 15% en las encuestas de opinión para ser invitados. En 2004, la Comisión de Debate Ciudadano (CDC) se formó con la misión declarada de devolver el control de los debates a un organismo independiente no partidista en lugar de un organismo bipartidista. Sin embargo, el CPD retuvo el control de los debates ese año y en 2008.

## Cronología
Fuente: Comisión de Debates Presidenciales - Historia de los debates
| Elección                                | Debates presidenciales | Debates presidenciales                     | Debates vicepresidenciales | Debates vicepresidenciales                  |
| --------------------------------------- | ---------------------- | ------------------------------------------ | -------------------------- | ------------------------------------------- |
| 1960                                    | 4                      | Vicepresidente Richard Nixon (R)           | Sin debates hasta 1976     | Sin debates hasta 1976                      |
| 1960                                    | 4                      | Senador John F. Kennedy ( D )              | Sin debates hasta 1976     | Sin debates hasta 1976                      |
| Sin debates en las elecciones 1964-1972 |                        |                                            |                            |                                             |
| 1976                                    | 3                      | Presidente Gerald Ford (R)                 | 1                          | Senador Bob Dole (R)                        |
| 1976                                    | 3                      | Exgobernador Jimmy Carter (D)              | 1                          | Senador Walter Mondale (D)                  |
| 1980                                    | 2                      | Presidente Jimmy Carter (D)                | Debate cancelado           | Debate cancelado                            |
| 1980                                    | 2                      | Exgobernador Ronald Reagan (R)             | Debate cancelado           | Debate cancelado                            |
| 1980                                    | 2                      | Congresista John B. Anderson (I)           | Debate cancelado           | Debate cancelado                            |
| 1984                                    | 2                      | Presidente Ronald Reagan (R)               | 1                          | Vicepresidente George H. W. Bush (R)        |
| 1984                                    | 2                      | Exvicepresidente Walter Mondale (D)        | 1                          | Congresista Geraldine Ferraro (D)           |
| 1988                                    | 2                      | Vicepresidente George H. W. Bush (R)       | 1                          | Senador Dan Quayle (R)                      |
| 1988                                    | 2                      | Gobernador Michael Dukakis (D)             | 1                          | Senador Lloyd Bentsen (D)                   |
| 1992                                    | 3                      | Presidente George H. W. Bush (R)           | 1                          | Vicepresidente Dan Quayle (R)               |
| 1992                                    | 3                      | Gobernador Bill Clinton (D)                | 1                          | Senador Al Gore (D)                         |
| 1992                                    | 3                      | Empresario Ross Perot (I)                  | 1                          | Vicealmirante en retiro James Stockdale (I) |
| 1996                                    | 2                      | Presidente Bill Clinton (D)                | 1                          | Vicepresidente Al Gore (D)                  |
| 1996                                    | 2                      | Exsenador Bob Dole (R)                     | 1                          | Ex Secretario de Vivienda Jack Kemp (R)     |
| 2000                                    | 3                      | Vicepresidente Al Gore (D)                 | 1                          | Senador Joe Lieberman (D)                   |
| 2000                                    | 3                      | Gobernador George W. Bush (R)              | 1                          | Ex Secretario de Defensa Dick Cheney (R)    |
| 2004                                    | 3                      | Presidente George W. Bush (R)              | 1                          | Vicepresidente Dick Cheney (R)              |
| 2004                                    | 3                      | Senador John Kerry (D)                     | 1                          | Senador John Edwards (D)                    |
| 2008                                    | 3                      | Senador John McCain (R)                    | 1                          | Gobernadora Sarah Palin (R)                 |
| 2008                                    | 3                      | Senador Barack Obama (D)                   | 1                          | Senador Joe Biden (D)                       |
| 2012                                    | 3                      | Presidente Barack Obama (D)                | 1                          | Vicepresidente Joe Biden (D)                |
| 2012                                    | 3                      | Exgobernador Mitt Romney (R)               | 1                          | Congresista Paul Ryan (R)                   |
| 2016                                    | 3                      | Exsecretaría de Estado Hillary Clinton (D) | 1                          | Senador Tim Kaine (D)                       |
| 2016                                    | 3                      | Empresario Donald Trump (R)                | 1                          | Gobernador Mike Pence (R)                   |
| 2020                                    | 2                      | Presidente Donald Trump (R)                | 1                          | Vicepresidente Mike Pence (R)               |
| 2020                                    | 2                      | Exvicepresidente Joe Biden (D)             | 1                          | Senadora Kamala Harris (D)                  |

### Patrocinadores, ubicaciones, moderadores, panelistas y audiencia
| Elección | Debate         | Patrocinador                       | Ubicación | Ubicación | Moderadores                                  | Audiencia        | Fuente        |
| -------- | -------------- | ---------------------------------- | --- | --- | -------------------------------------------- | ---------------- | ------------- |
| 1960     | Primer debate  | ABC, CBS, y NBC                    | Estudios de WBBM-TV | Chicago, Illinois | Howard K. Smith de CBS                       | 66,4 millones    | [ 24 ]        |
| 1960     | Segundo debate | ABC, CBS, y NBC                    | Estudios de WRC-TV | Washington, D.C. | Frank McGee de NBC                           | 61,9 millones    | [ 24 ]        |
| 1960     | Tercer debate  | ABC, CBS, y NBC                    | Transmisión en pantalla dividida con Nixon y panelistas en los estudios de ABC en Los Ángeles y Kennedy en el estudio de ABC en Nueva York | Transmisión en pantalla dividida con Nixon y panelistas en los estudios de ABC en Los Ángeles y Kennedy en el estudio de ABC en Nueva York | Bill Shadel de ABC                           | 63,7 millones    | [ 24 ]        |
| 1960     | Cuarto debate  | ABC, CBS, y NBC                    | Estudios de ABC | Ciudad de Nueva York, Nueva York | Quincy Howe de ABC                           | 60,4 millones    | [ 24 ]        |
| 1976     | Primer debate  | Liga de Mujeres Votantes           | Teatro Walnut Street | Filadelfia, Pensilvania | Edwin Newman de NBC                          | 69,7 millones    | [ 25 ]        |
| 1976     | Segundo debate | Liga de Mujeres Votantes           | Palacio de Bellas Artes | San Francisco, California | Pauline Frederick de NPR                     | 63,9 millones    | [ 25 ]        |
| 1976     | Tercer debate  | Liga de Mujeres Votantes           | Phi Beta Kappa Memorial Hall en el W&M | Williamsburg, Virginia | Bárbara Walters de ABC                       | 62,7 millones    | [ 25 ]        |
| 1976     | Debate VP      | Liga de Mujeres Votantes           | Teatro Alley | Houston, Texas | James Hoge del Chicago Sun-Times             | 43,2 millones    | [ 25 ]        |
| 1980     | Primer debate  | Liga de Mujeres Votantes           | Centro de Convenciones Baltimore | Baltimore, Maryland | Bill Moyers de PBS                           |                  | [ 26 ]        |
| 1980     | Segundo debate | Liga de Mujeres Votantes           | Salón Público de Música | Cleveland, Ohio | Howard K. Smith de ABC                       | 80,6 millones    | [ 26 ]        |
| 1984     | Primer debate  | Liga de Mujeres Votantes           | Centro para las Artes Escénicas de Kentucky                                                                                                | Louisville, Kentucky | Bárbara Walters de ABC                       | 65,1 millones    | [ 27 ]        |
| 1984     | Segundo debate | Liga de Mujeres Votantes           | Salón de Música, Municipal Auditorium | Kansas City, Misuri | Edwin Newman                                 | 67,3 millones    | [ 27 ]        |
| 1984     | Debate VP      | Liga de Mujeres Votantes           | Sala de Convenciones y Centro Cívico de Filadelfia                                                                                         | Filadelfia, Pensilvania | Sander Vanocur de ABC                        | 56,7 millones    | [ 27 ]        |
| 1988     | Primer debate  | Comisión de Debates Presidenciales | Capilla Wait en la Universidad de Wake Forest                                                                                              | Winston-Salem, Carolina del Norte | Jim Lehrer de PBS                            | 65,1 millones    | [ 28 ]        |
| 1988     | Debate VP      | Comisión de Debates Presidenciales | Omaha Civic Auditorium | Omaha, Nebraska | Judy Woodruff de PBS                         | 46,9 millones    | [ 28 ]        |
| 1988     | Segundo debate | Comisión de Debates Presidenciales | Pabellón Pauley en la UCLA | Los Ángeles, California | Bernard Shaw de CNN                          | 67,3 millones    | [ 28 ]        |
| 1992     | Primer debate  | Comisión de Debates Presidenciales | Field House en la Universidad Washington                                                                                                   | San Luis, Misuri | Jim Lehrer de PBS                            | 62,4 millones    | [ 29 ]        |
| 1992     | Debate VP      | Comisión de Debates Presidenciales | Teatro para las Artes en el Georgia Tech                                                                                                   | Atlanta, Georgia | Hal Bruno de ABC                             | 51,2 millones    | [ 29 ]        |
| 1992     | Segundo debate | Comisión de Debates Presidenciales | Centro Robins en la Universidad de Richmond                                                                                                | Richmond, Virginia | Carole Simpson de ABC                        | 69,9 millones    | [ 29 ]        |
| 1992     | Tercer debate  | Comisión de Debates Presidenciales | Centro Wharton para las Artes Escénicas en la MSU                                                                                          | East Lansing, Míchigan | Jim Lehrer de PBS                            | 66,9 millones    | [ 29 ]        |
| 1996     | Primer debate  | Comisión de Debates Presidenciales | Salón Mortensen en el Centro Bushnell para las Artes Escénicas                                                                             | Hartford, Connecticut | Jim Lehrer de PBS                            | 46,1 millones    | [ 30 ]        |
| 1996     | Debate VP      | Comisión de Debates Presidenciales | Teatro Mahaffey | San Petersburgo, Florida | Jim Lehrer de PBS                            | 26,6 millones    | [ 30 ]        |
| 1996     | Segundo debate | Comisión de Debates Presidenciales | Teatro Shiley en la Universidad de San Diego                                                                                               | San Diego, California | Jim Lehrer de PBS                            | 36,3 millones    | [ 30 ]        |
| 2000     | Primer debate  | Comisión de Debates Presidenciales | Clark Athletic Center en la Universidad de Massachusetts                                                                                   | Boston, Massachusetts | Jim Lehrer de PBS                            | 46,6 millones    | [ 31 ]        |
| 2000     | Debate VP      | Comisión de Debates Presidenciales | Centro Norton para las Artes en el Centre College                                                                                          | Danville, Kentucky | Bernard Shaw de CNN                          | 28,5 millones    | [ 31 ]        |
| 2000     | Segundo debate | Comisión de Debates Presidenciales | Capilla Wait en la Universidad de Wake Forest                                                                                              | Winston-Salem, North Carolina | Jim Lehrer de PBS                            | 37,5 millones    | [ 31 ]        |
| 2000     | Tercer debate  | Comisión de Debates Presidenciales | Field House en la Universidad de Washington                                                                                                | San Luis, Misuri | Jim Lehrer de PBS                            | 37,7 millones    | [ 31 ]        |
| 2004     | Primer debate  | Comisión de Debates Presidenciales | Convocation Center en la Universidad de Miami                                                                                              | Coral Gables, Florida | Jim Lehrer de PBS                            | 62,4 millones    | [ 32 ]        |
| 2004     | Debate VP      | Comisión de Debates Presidenciales | Veale Center en la Universidad Case de la Reserva Occidental                                                                               | Cleveland, Ohio | Gwen Ifill de PBS                            | 43,5 millones    | [ 32 ]        |
| 2004     | Segundo debate | Comisión de Debates Presidenciales | Universidad de Washington | San Luis, Misuri | Charles Gibson de ABC                        | 46,7 millones    | [ 32 ]        |
| 2004     | Tercer debate  | Comisión de Debates Presidenciales | Grady Gammage Memorial Auditorium en la ASU                                                                                                | Tempe, Arizona | Bob Schieffer de CBS                         | 51,1 millones    | [ 32 ]        |
| 2008     | Primer debate  | Comisión de Debates Presidenciales | Universidad de Misisipi | Oxford, Misisipi | Jim Lehrer de PBS                            | 52,4 millones    | [ 33 ]        |
| 2008     | Debate VP      | Comisión de Debates Presidenciales | Universidad de Washington | San Luis, Misuri | Gwen Ifill de PBS                            | 69,9 millones    | [ 33 ]        |
| 2008     | Segundo debate | Comisión de Debates Presidenciales | Universidad Belmont | Nashville, Tennessee | Tom Brokaw de NBC                            | 63,2 millones    | [ 33 ]        |
| 2008     | Tercer debate  | Comisión de Debates Presidenciales | Universidad de Hofstra | Hempstead, New York | Bob Schieffer de CBS                         | 56,5 millones    | [ 33 ]        |
| 2012     | Primer debate  | Comisión de Debates Presidenciales | Universidad de Denver | Denver, Colorado | Jim Lehrer de PBS                            | 67,2 millones    | [ 34 ]        |
| 2012     | Debate VP      | Comisión de Debates Presidenciales | Centre College | Danville, Kentucky | Martha Raddatz de ABC                        | 51,4 millones    | [ 34 ]        |
| 2012     | Segundo debate | Comisión de Debates Presidenciales | Universidad de Hofstra | Hempstead, Nueva York | Candy Crowley de CNN                         | 65,6 millones    | [ 34 ]        |
| 2012     | Tercer debate  | Comisión de Debates Presidenciales | Wold Performing Arts Center en la Universidad Lynn                                                                                         | Boca Ratón, Florida | Bob Schieffer de CBS                         | 59,2 millones    | [ 34 ]        |
| 2016     | Primer debate  | Comisión de Debates Presidenciales | Universidad de Hofstra | Hempstead, Nueva York | Lester Holt de NBC                           | 84 millones      | [ 35 ]        |
| 2016     | Debate VP      | Comisión de Debates Presidenciales | Universidad Longwood | Farmville, Virginia | Elaine Quijano de CBS                        | 36 millones      | [ 35 ]        |
| 2016     | Segundo debate | Comisión de Debates Presidenciales | Universidad de Washington | San Luis, Misuri | Anderson Cooper de CNN Martha Raddatz de ABC | 66,5 millones    | [ 35 ]        |
| 2016     | Tercer debate  | Comisión de Debates Presidenciales | Centro Thomas & Mack Center en la UNLV | Paradise, Nevada | Chris Wallace de FOX                         | 71,6 millones    | [ 35 ]        |
| 2020     | Primer debate  | Comisión de Debates Presidenciales | Pabellón Samson del Health Education Campus                                                                                                | Cleveland, Ohio | Chris Wallace de FOX                         | 73,1 millones    | [ 36 ] [ 37 ] |
| 2020     | Debate VP      | Comisión de Debates Presidenciales | Kingsbury Hall en la Universidad de Utah                                                                                                   | Salt Lake City, Utah | Susan Page de USA Today                      | 57,9 millones    | [ 36 ] [ 37 ] |
| 2020     | Segundo debate | Comisión de Debates Presidenciales | Centro Arsht | Miami, Florida | Steve Scully de C-SPAN                       | Debate cancelado | [ 36 ] [ 37 ] |
| 2020     | Tercer debate  | Comisión de Debates Presidenciales | Universidad Belmont | Nashville, Tennessee | Kristen Welker de NBC                        | 63 millones      | [ 36 ] [ 37 ] |